# 蔡坤
蔡坤（15世紀—16世紀），字一寧，南直隸蘇州府太倉州人，明朝政治人物。

## 生平
蔡坤七歲能寫詩，是成化十九年（1483年）的舉人，次年（1484年）聯捷進士，二十三年（1487年）獲授刑科給事中，次年（1488年）上疏大學士萬安有罪，反被指斥在經筵和謝恩失儀，貶為興國判官。
之後蔡坤調任安順知州，在當地綏緝有方，陞衡州同知，弘治十五年（1502年）再陞山西按察司僉事，兼營河南等處屯田，釐剔多處弊病，吏部議陞遷時他卻已去世。

## 引用
1. 1 2  民國《太倉州志·卷十八·人物二》：蔡坤，字一寗，七歲能詩，成化二十年進士，歷官刑科給事中，疏大學士萬安等罪，以事出為興國州判，遷安順知州；安順境西南夷，坤綏緝有術，歷衡州府同知，擢山西按察司僉事，兼營河南等處屯田，多所釐剔，吏部議內遷而坤卒。坤慷慨喜功名，顧仕輙齟齬，家清約，歿無餘貲。
2. ↑  民國《太倉州志·卷十·選舉》：（成化）十九年癸卯科（舉人）……蔡坤 見進士……二十年甲辰科（進士）……蔡坤 有傳
3. ↑  《明憲宗純皇帝實錄·卷二百九十一》：（成化二十三年六月）癸酉擢進士蔡坤、于宣為刑科給事中。
4. ↑  《明孝宗敬皇帝實錄·卷十八》：（弘治元年九月）丙戌刑科給事中蔡坤侍經筵失儀，詔宥其罪，及謝恩又失儀，命調為湖廣興國州判官。
5. ↑  《明孝宗敬皇帝實錄·卷一百八十五》：（弘治十五年三月）丙戌陞浙江台州府知府陳相為廣西布政司右參政，湖廣衡州府同知蔡坤為山西按察司僉事。